# Serra d'Albarrasí
La Comarca de la Serra d'Albarrasí és una de les comarques de l'Aragó. La seva capital és Albarrasí. Es troba en una zona força muntanyosa del Sistema Ibèric dins de la qual es troben, entre altres serralades, els Monts Universals i la Serra d'Albarrasí (serralada) que dona nom a la comarca.

## Llista de municipis
Albarrasí, Bezas, Bronchales, Calomart, Frías de Albarracín, Gea de Albarracín, Griegos, Guadalaviar, Jabaloyas, Monterde de Albarracín, Moscardón, Noguera de Albarracín, Orihuela del Tremedal, Pozondón, Ródenas, Royuela, Rubials, Saldón, Terrient, Toril y Masegoso, Torres de Albarracín, Tramacastilla, Valdecuenca, El Vallecillo i Villar del Cobo.